# La Visitation avec saint Nicolas et saint Antoine abbé
La Visitation avec saint Nicolas et saint Antoine abbé – en italien, Visitazione con san Nicola di Bari e sant'Antonio Abate – est un tableau réalisé vers 1489-1490 par le peintre italien Piero di Cosimo. Cette huile sur panneau est une peinture chrétienne qui représente la Visitation devant un double arrière-plan, à gauche avec la Nativité, à droite avec le Massacre des Innocents. Elle figure Marie serrant la main d'Élisabeth avec, assis à leurs pieds, à gauche Nicolas de Myre en train de lire et à droite Antoine le Grand en train d'écrire. Reçue en don en 1939, l'œuvre est conservée à la National Gallery of Art, à Washington, aux États-Unis.

Détails des scènes de l'arrière-plan
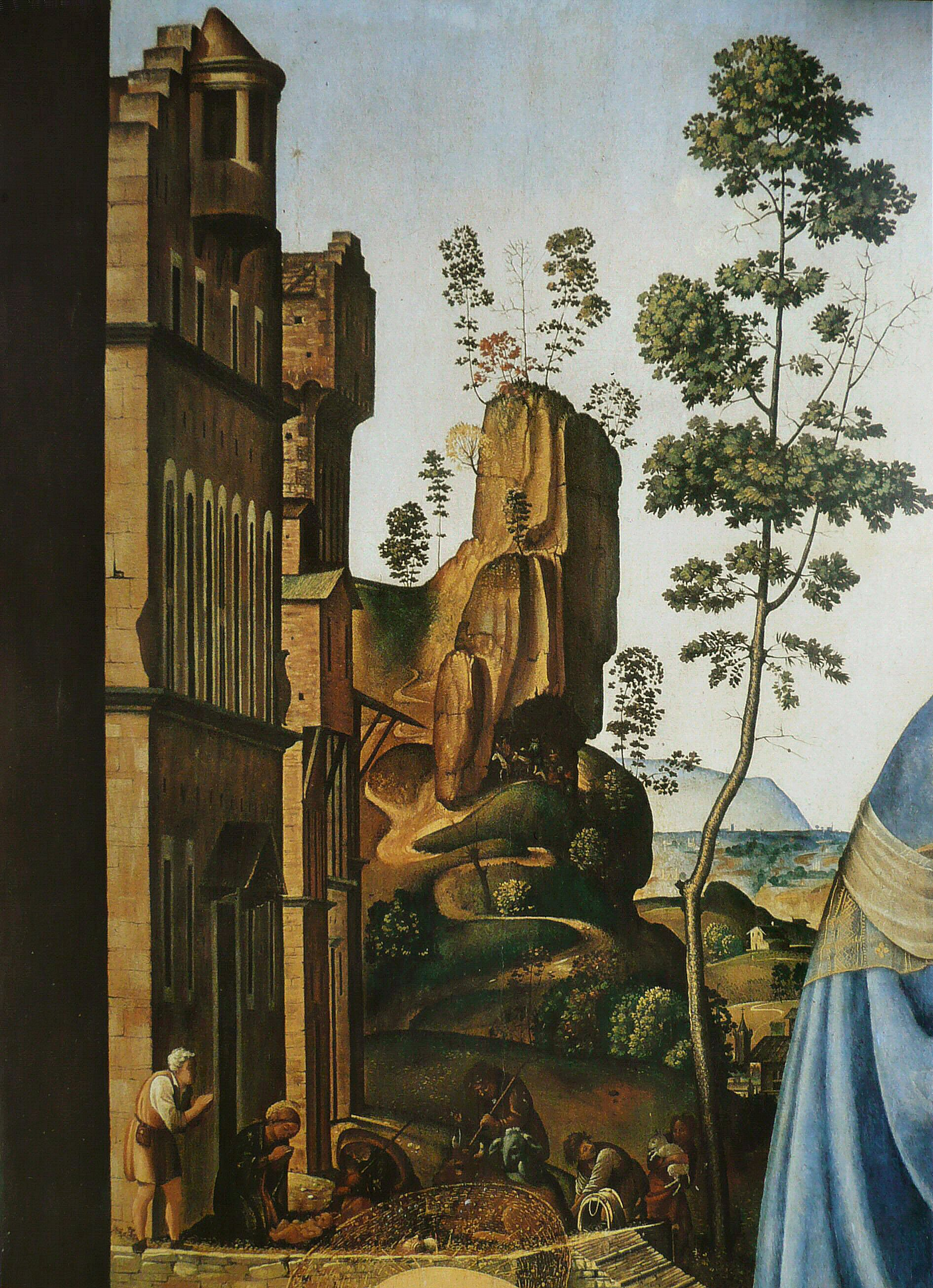
Nativité à gauche.
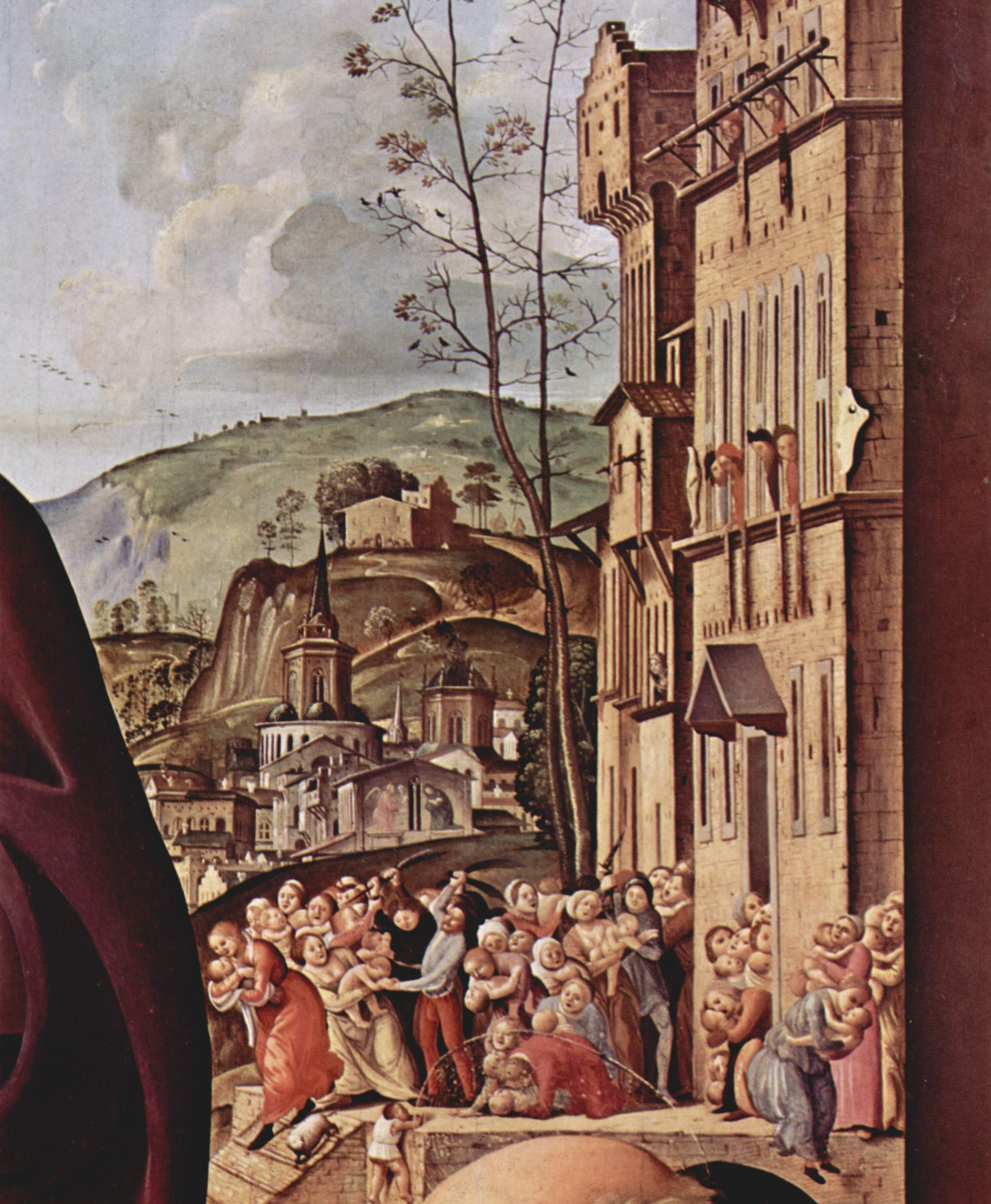
Massacre des Innocents à droite.